# Antonio Casellati
Antonio Casellati (Venezia, 22 maggio 1928 – Venezia, 13 settembre 2020) è stato un politico e avvocato italiano.

## Biografia
Antonio Casellati si laureò in giurisprudenza presso l'Università di Padova ed esercitò la professione di avvocato. Si candidò nelle liste del Partito Liberale alle elezioni amministrative e venne eletto nel 1965 in Consiglio Comunale di Venezia. Nell'aprile del 1967 rassegnò le dimissioni dal gruppo liberale in quanto aderente al gruppo di “Democrazia ‘67”, di cui era uno dei fondatori.
Nel 1970 si candidò e venne eletto consigliere comunale per il Partito Repubblicano. Nell'agosto del 1971 assunse per primo in Italia l'incarico di assessore all'Ecologia e Verde pubblico nella giunta di Giorgio Longo, da cui si dimise nell'ottobre del 1973. Ritornò a tempo pieno alla sua attività professionale fino a quando, nel giugno del 1977, fu nominato Presidente del Comprensorio, impegno che conclude nel 1980.
Nuovamente candidato in Consiglio Comunale subentrò a un collega dimissionario nell'ottobre del 1985; dopo le dimissioni di Nereo Laroni fu eletto sindaco (1987-1988, 1988-1990) da una maggioranza composta da PCI-PSI-PRI-Verdi.